# Laila Bagge
Laila Natali Bagge, under en period Bagge Wahlgren, ogift Cahling, ursprungligen Johansson, född 15 december 1972 i Allhelgonaförsamlingen i Lund, är en svensk låtskrivare, sångerska, manager, programledare och radiopratare. Hon är främst känd för att ha varit jurymedlem i svenska upplagan av tv-programmet Idol.

## Biografi
Första åren bodde Bagge både i Kalmar och Palestina. Från sjuårsåldern är hon uppväxt i Löddeköpinge. Hon medverkade i filmen Bert – den siste oskulden 1995, när hon hette Cahling i efternamn.
Laila Bagge har arbetat för Sony BMG i New York i tre år som talangscout. 1998 släppte hon albumet Hello Laila (hette It's All About Love i Japan), som bland annat innehöll singlarna "Here We Go Again" och "Heaven". Dessförinnan hade hon medverkat på tre ytterligare singlar, låten "Spider" (1995) tillsammans med eurodance-gruppen Flexx och låten "I'm Feeling Happy Again" (1996), under artistnamnet Bodazea tillsammans med D-Bag (Anders Bagge) samt "Kiss of life" (1995) under artistnamnet Fanny Flow. Bagge är skaparen av popgruppen Play och har skrivit låtar för Céline Dion, 98 Degrees, 702 och Mýa.
Bagge utgjorde tillsammans med Anders Bagge och Andreas Carlsson juryn i Idol 2008, 2009 och 2010. I Idol 2011 satt hon i juryn med Pelle Lidell, Anders Bagge och Alexander Bard och 2011–2015 utgjorde hon tillsammans med Anders Bagge och Alexander Bard juryn i programmet.
År 2009 tävlade hon tillsammans med Tobias Wallin i Let's Dance. De kom på andra plats efter Magnus Samuelsson och Annika Sjöö. Samma år grundade Laila Bagge tillsammans med Lili Assefa smyckesmärket Rock By Sweden, ett företag hon sålde 2015. Bagge var under 2009 även med i programmet Made in Sweden där hon, Andreas Carlsson och Anders Bagge skulle hitta två skivartister att göra musikalbum med. De hittade Kim och Janet. I andra säsongen som sändes under början av 2010 gjorde Laila Bagges gamla popgrupp Play comeback med en ny medlem. 
Hösten/vintern 2013 ledde hon underhållningsprogrammet Fest hos Bagge Wahlgren i Sjuan tillsammans med dåvarande maken Niclas Wahlgren.
År 2014 lanserade Laila Bagge sitt eget vin Ruby Zin. År 2015 lanserade hon sitt andra vin Cha Cha Cha, men det blev inte lika populärt och utgick ur sortimentet 2016. Under sommaren 2014 vikarierade hon som radiopratare i Rix Morronzoo Vikarierna och 2015 blev hon permanent programledare för programmet.
Våren 2016 och våren 2017 ledde hon fixarprogrammet Kan vi hjälpa till? med Björn Christiernsson och 2016 pilotavsnittet till reseprogrammet Bagges bagage med ex-maken Anders Bagge, båda på TV3. Våren 2018 medverkade hon, tillsammans med sonen Liam Pitts, i realityserien ”Lailaland” på Viafree och på TV3.

## Familj
Bagges mor var svensk och hennes far är palestinier.
Hon var gift med Anders Bagge åren 1994–2001. Hon har en son, Liam Pitts, född 22 juli 2003, från ett förhållande med Mason Pitts. I samband med att hon deltog i Let's Dance 2009 inledde hon en relation med Niclas Wahlgren, som även han tävlade i programmet. Den 6 mars 2010 gifte sig paret, och hon ändrade då sitt efternamn Bagge till Bagge Wahlgren. Paret fick en son år 2011 innan de skildes 2015.